# Thelypodiopsis juniperorum
Thelypodiopsis juniperorum là một loài thực vật có hoa trong họ Cải. Loài này được (Payson) Rydb. miêu tả khoa học đầu tiên năm 1922.